# Cnemidocarpa tribranchiata
Cnemidocarpa tribranchiata is een zakpijpensoort uit de familie van de Styelidae. De wetenschappelijke naam van de soort is voor het eerst geldig gepubliceerd in 1992 door Kott.